# Дурмишай, Фиорин
Фиорин Дурмишай (греч. Φιορίν Ντουρμισάι; 14 ноября 1996, Влёра, Албания) — греческий футболист албанского происхождения, защитник клуба «ОФИ», выступающий на правах аренды в клубе «Олимпиакос (Никосия)» и сборной Греции.

## Клубная карьера
Дурмишай — воспитанник клубов «Родос» и «Паниониос». 1 ноября 2014 года в матче против «Верии» он дебютировал в греческой Суперлиге в составе последнего. Летом 2015 года для получения игровой практики Дурмишай был отдан в аренду в клуб Второго дивизиона «Калитею». Сезон 2016/2017 он также на правах аренды выступал за «Ламию». Летом 2017 года Дурмишай вернулся в «Паниониос» и окончательно закрепился в составе. 20 августа в поединке против «Керкиры» Фиорин забил свой первый гол за клуб. Летом 2019 ода Дурмишай перешёл в «Олимпиакос».

## Международная карьера
Фиорин привлекался к играм за молодёжную сборную Албании, но в 2019 году он принял решение выступать за Грецию. 30 мая 2019 года в матче товарищеском матче против сборной Турции Дурмишай дебютировал за сборную Греции.